# Bakkálí
Bákkálí je stará jednotka hmotnosti používaná v Maroku. Její velikost činila v marockém městě Tanger 76,2 kg.